# Re-Kan!
Re-Kan! (レーカン！?, Rēkan!, lett. "Sesto senso!") è un manga yonkoma scritto e disegnato da Hinako Seta, serializzato sul Manga Time Jumbo di Hōbunsha dal numero di febbraio 2010 e terminato il 7 agosto 2025. Un adattamento anime, prodotto dalla Pierrot Plus, è stato trasmesso in Giappone tra il 2 aprile e il 25 giugno 2015.

## Personaggi

### Umani

La protagonista Hibiki Amami

Hibiki Amami (天海 響?, Amami Hibiki)
Doppiata da: Aya Endō (drama-CD), Ibuki Kido (anime)
La protagonista della serie, ossia una ragazza con la testa un po' fra le nuvole che ha ereditato dalla madre, ormai defunta, l'abilità di percepire i fantasmi ed interagire con loro. È molto gentile e tratta egualmente con rispetto sia vivi che morti.
Narumi Inoue (井上 成美?, Inoue Narumi)
Doppiata da: Haruka Tomatsu (drama-CD), Miku Itō (anime)
Una compagna di classe di Hibiki che fa amicizia con lei nonostante abbia paura dei fantasmi che le girano intorno. Di solito non è onesta con sé stessa e viene anche considerata "la cocca della nonna", in quanto viene sempre tenuta d'occhio dallo spirito di sua nonna.
Kana Uehara (上原 佳菜?, Uehara Kana)
Doppiata da: Kana Hanazawa (drama-CD), Riho Iida (anime)
Una compagna di classe di Hibiki, nonché un'amica d'infanzia di Kyōko, che possiede un blog dove pubblica spesso informazioni su fatti soprannaturali. I suoi genitori sono giornalisti, per cui rimane spesso da sola a casa.
Kyōko Esumi (江角 京子?, Esumi Kyōko)
Doppiata da: Eri Kitamura (drama-CD), Mao Ichimichi (anime)
Una compagna di classe di Hibiki che è un'amica d'infanzia di Kana. Sebbene sia dotata di una personalità rude e colpisca Kenta per prima quando questi inizia a dire stupidaggini, sa anche essere compassionevole e dare una mano agli altri quando ne hanno bisogno. Un tempo era una teppista, ma ora non sopporta che qualcuno glielo ricordi.
Makoto Ogawa (小川 真琴?, Ogawa Makoto)
Doppiata da: Ayana Taketatsu (drama-CD), Erii Yamazaki (anime)
Una compagna di classe di Hibiki dalla personalità brillante e allegra, ma anche un po' svampita. Ama costruire bambole zombie di cui le sue amiche hanno spesso paura.
Kenta Yamada (山田 健太?, Yamada Kenta)
Doppiato da: Yusuke Shirai (drama-CD), Yoshitaka Yamaya (anime)
Un compagno di classe di Hibiki che è anche l'unico suo amico maschio. Considerato da tutti un imbranato, a causa del suo atteggiamento eccessivamente allegro e delle sue osservazioni talvolta poco intelligenti, viene spesso colpito da Kyōko.
Asahi Amami (天海 朝陽?, Amami Asahi)
Doppiato da: Shin'ichirō Miki (drama-CD), Wataru Hatano (anime)
Il padre di Hibiki. Come a Narumi, non gli vanno a genio i fantasmi, tanto che i suoi capelli sono diventati bianchi prima del tempo proprio a causa della sua relazione con la moglie.
Yūki Inoue (井上 勇希?, Inoue Yūki)
Doppiata da: Sumire Uesaka (drama-CD), Ayahi Takagaki (anime)
Una cugina più giovane di Narumi, il cui padre è morto.
Masaki Yamada (山田 正輝?, Yamada Masaki)
Doppiato da: Shūhei Kajikawa
Il fratello maggiore di Kenta che lavora come poliziotto. Conosce Kyōko dai tempi in cui era ancora una teppista e da allora ha sempre avuto una cotta per lei.

### Fantasmi
Daihenzamurai (代返侍?)
Doppiato da: Ken'yū Horiuchi (drama-CD), Yoshihisa Kawahara (anime)
Il fantasma di un samurai che morì di fame e che, dopo aver ricevuto del cibo da Hibiki, iniziò a proteggerla in tutti i modi.
Hanako dei bagni (トイレの花子さん?, Toire no Hanako-san)
Doppiata da: Mikoko Izawa (anime)
Il fantasma di una bambina che risiede in uno dei bagni della scuola.
Eroneko (エロ猫?)
Doppiato da: Norio Wakamoto (drama-CD), Kujira (anime)
Un gatto carino ma pervertito che fa di tutto per vedere le mutandine delle ragazze. Sfortunatamente non ci riesce mai a causa degli altri fantasmi che proteggono Hibiki e che gli mettono ogni volta i bastoni tra le ruote.
Merry-san (メリーさん?, Merīsan)
Doppiata da: Eriko Matsui (anime)
Un fantasma dai lunghi capelli grigi che tormenta le persone, in particolare Kana, attraverso le telefonate.
Spirito kogal (コギャル霊?, Kogyaru-rei)
Doppiata da: Aimi Terakawa (drama-CD), Aya Uchida (anime)
Il fantasma di una kogal che prende in prestito il corpo di Hibiki per dire addio ai suoi genitori, anche se si rifiuta di trapassare. Sembra essere in rivalità con Daihenzamurai.
Spirito senza volto (顔なし霊?, Kao nashi rei)
Doppiata da: Futaba Kino (anime)
Il fantasma di una ragazza che indossa un'uniforme alla marinaretta con un ombrello rosso e che offre riparo ai passanti dalla pioggia. Nel manga non ha il collo, mentre nell'anime non presenta un volto.
Jibakurei del parco (公園の地縛霊?, Kōen no jibakurei)
Doppiato da: Nobuo Tobita (drama-CD), Tsuguo Mogami (anime)
Uno jibakurei che protegge il parco locale e che, risiedendo nell'insegna all'entrata, non viene mai visto.
Yūhi Amami (天海 夕陽?, Amami Yūhi)
Doppiata da: Kyōko Hikami (drama-CD), Yūko Minaguchi (anime)
La madre di Hibiki, deceduta al momento della nascita della figlia. Il suo sesto senso era ancora più sviluppato di quello di Hibiki e a volte faceva addirittura profezie.
Nonna di Narumi (成美の祖母?, Narumi no sobo)
Lo spirito della nonna di Narumi che veglia costantemente su di lei.

## Media

### Manga
Originariamente pubblicata come one-shot sul numero di dicembre 2009 del Manga Time Jumbo di Hōbunsha, più tardi la serie ha iniziato la serializzazione sul numero di febbraio 2010 della stessa rivista. Il primo volume tankōbon è stato pubblicato il 6 agosto 2011 e al 7 gennaio 2025 ne sono stati messi in vendita in tutto quindici. Il manga è terminato il 7 agosto 2025 dopo 15 anni di serializzazione, l'ultimo volume verrà pubblicato in autunno 2025.

#### Volumi
| Nº | Data di prima pubblicazione | Data di prima pubblicazione | Data di prima pubblicazione |
| Nº | Giapponese                  | Giapponese                  |                             |
| -- | --------------------------- | --------------------------- | --------------------------- |
| 1  | 6 agosto 2011               | ISBN 978-4-8322-6993-4      |                             |
| 2  | 7 febbraio 2012             | ISBN 978-4-8322-5046-8      |                             |
| 3  | 7 dicembre 2012             | ISBN 978-4-8322-5141-0      |                             |
| 4  | 7 ottobre 2013              | ISBN 978-4-8322-5230-1      |                             |
| 5  | 6 dicembre 2014             | ISBN 978-4-8322-5344-5      |                             |
| 6  | 7 aprile 2015               | ISBN 978-4-8322-5373-5      |                             |
| 7  | 7 aprile 2016               | ISBN 978-4-8322-5471-8      |                             |
| 8  | 7 giugno 2017               | ISBN 978-4-8322-5598-2      |                             |
| 9  | 7 giugno 2018               | ISBN 978-4-8322-5690-3      |                             |
| 10 | 7 giugno 2019               | ISBN 978-4-8322-5753-5      |                             |
| 11 | 6 agosto 2020               | ISBN 978-4-8322-5799-3      |                             |
| 12 | 7 settembre 2021            | ISBN 978-4-8322-5840-2      |                             |
| 13 | 5 agosto 2022               | ISBN 978-4-8322-5875-4      |                             |
| 14 | 5 ottobre 2023              | ISBN 978-4-8322-5916-4      |                             |
| 15 | 7 gennaio 2025              | ISBN 978-4832259638         |                             |

### Anime
La serie televisiva anime, prodotta dalla Pierrot Plus e diretta da Masashi Kudo, è andata in onda dal 2 aprile al 25 giugno 2015. Le sigle di apertura e chiusura sono rispettivamente Colorful Story (カラフルストーリー?, Karafuru Sutōrī) e Kesaran Pasaran (ケサランパサラン?), entrambe interpretate dal duo group every♥ing! formato da Ibuki Kido ed Erii Yamazaki. In America del Nord gli episodi sono stati trasmessi in streaming, in contemporanea col Giappone, da Crunchyroll, mentre i diritti di distribuzione digitale ed home video sono stati acquistati dalla Sentai Filmworks.

#### Episodi
| Nº | Titolo italiano (traduzione letterale) Giapponese 「Kanji」 - Rōmaji                         | In onda        | In onda |
| Nº | Titolo italiano (traduzione letterale) Giapponese 「Kanji」 - Rōmaji                         | Giapponese     |         |
| 1  | Riesco a vederli. 「わたし、視えるんです。」 - Watashi, mierun desu.                         | 2 aprile 2015  |         |
| 2  | Questa è la mia amica. 「わたしの、お友達です。」 - Watashi no, otomodachi desu.             | 9 aprile 2015  |         |
| 3  | Dei tamagoyaki deliziosi. 「美味しい、卵焼きです。」 - Oishii, tamagoyaki desu.              | 16 aprile 2015 |         |
| 4  | Estate significa mare. 「夏といえば、海です。」 - Natsu to ieba, umi desu.                   | 23 aprile 2015 |         |
| 5  | Il leggendario festival culturale. 「伝説の、文化祭です。」 - Densetsu no, bunkasai desu.    | 30 aprile 2015 |         |
| 6  | Una fantastica notte santa. 「チョベリグな、聖夜です。」 - Choberigu na, seiya desu.         | 7 maggio 2015  |         |
| 7  | Un nuovo anno impegnativo. 「にぎやかな、年明けです。」 - Nigiyaka na, toshiake desu.        | 14 maggio 2015 |         |
| 8  | Giochiamo tutti insieme. 「みんなで、一緒に遊ぶんです。」 - Min'na de, issho ni asobun desu. | 21 maggio 2015 |         |
| 9  | Il San Valentino segreto. 「秘密の、バレンタインです。」 - Himitsu no, barentain desu.       | 28 maggio 2015 |         |
| 10 | Finalmente al secondo anno. 「いよいよ、2年生です。」 - Iyoiyo, 2-nensei desu.               | 4 giugno 2015  |         |
| 11 | Il mio desiderio. 「私の、お願いです。」 - Watashi no, onegai desu.                          | 11 giugno 2015 |         |
| 12 | Siamo tutti connessi. 「みんな、つながっているんです。」 - Min'na, tsunagatte irun desu.     | 18 giugno 2015 |         |
| 13 | Ricordi estivi 「夏の、思い出です。」 - Natsu no, omoide desu.                               | 25 giugno 2015 |         |

#### Pubblicazioni
Gli episodi di Re-Kan! saranno raccolti in sei volumi BD/DVD che saranno distribuiti in Giappone per il mercato home video dal 17 giugno al 18 novembre 2015.
| Volume | Episodi | Data di pubblicazione |
| ------ | ------- | --------------------- |
| 0      | 1–2     | 17 giugno 2015        |
| 1      | 3–4     | 15 luglio 2015        |
| 2      | 5–6     | 19 agosto 2015        |
| 3      | 7–8     | 16 settembre 2015     |
| 4      | 9–10    | 14 ottobre 2015       |
| 5      | 11–13   | 18 novembre 2015      |